# شان گودوین
شان گودوین (انگلیسی: Shaun Goodwin؛ زادهٔ ۱۴ ژوئن ۱۹۶۹) بازیکن فوتبال اهل بریتانیا است.
از باشگاه‌هایی که در آن بازی کرده‌است می‌توان به باشگاه فوتبال دونکستر راورز، باشگاه فوتبال گینزبورو ترینیتی، باشگاه فوتبال روترهام یونایتد، و باشگاه فوتبال آلترینچام اشاره کرد.